# Sam and Dave
Sam and Dave – amerykański duet soulowy, jeden z najwybitniejszych przedstawicieli gatunku, definiujący jego style głęboki soul i południowy soul. Grupa działała od 1962 do 1971. Tworzyli ją dwaj czarnoskórzy wokaliści Sam Moore i Dave Prater.
W 1992 duet został wprowadzony do Rock and Roll Hall of Fame.

## Dyskografia
- 1966 Hold On, I'm Comin
- 1966 Sam & Dave
- 1967 Double Dynamite
- 1967 Soul Men
- 1968 I Thank You
- 1976 Back at 'Cha!